# Música de Superman Returns
A música do filme Superman Returns - a quinta adaptação cinematográfica do icônico super-herói da DC Comics, Superman, lançada no ano de 2006 - consiste não apenas na trilha sonora composta por John Ottman, mas também no álbum Sound of Superman, feito para acompanhar o lançamento do filme, e de diversas outras músicas famosas, que são brevemente exibidas no decorrer do filme.
Superman Returns presta grande homenagem ao filme Superman, dirigido por Richard Donner. Entre as várias citações encontra-se o uso da música composta por John Williams para o filme de 1978, considerada uma das características mais marcantes deste. John Ottman, colaborador frequente de Bryan Singer, foi responsável por adaptar tal trilha para o novo filme, compondo as músicas que seriam usadas, ao lado de Damon Intrabartolo, regente da orquestra usada.
Acompanhando o lançamento do filme, foi lançado também um álbum, Sound of Superman, que contem músicas inspiradas pelo filme, mas que não foram exibidas nos cinemas.
Além das canções incluídas em Sound of Superman, diversas outras canções famosas foram exibidas no filme, sendo que nenhuma delas acabou por ser incluída no álbum contendo a trilha sonora do filme - que se limitou as faixas de John Ottman.

## Sound of Superman
Sound of Superman é o nome dado ao álbum lançado em 13 de Junho de 2006, para acompanhar o lançamento do filme Superman Returns.
Contendo tanto obras originais quanto regravaçõs, ele pode ser considerado, de certa forma, um "álbum conceitual", uma vez que todas as suas músicas são inspiradas pelo filme, pelo próprio personagem Superman ou até pelo simples conceito do que define um herói.
O álbum não contem, entretanto, a trilha sonora "oficial", composta por John Ottman. Um álbum contendo a mesma viria a ser lançado posteriormente, em 27 de Junho de 2006, repetindo, assim, a estratégia usada no filme Batman, de 1989, em que dois álbuns - um contendo músicas do artista Prince, e outro com a trilha sonora de Danny Elfman - foram lançados, com as duas "facetas" da música do filme.

### Faixas

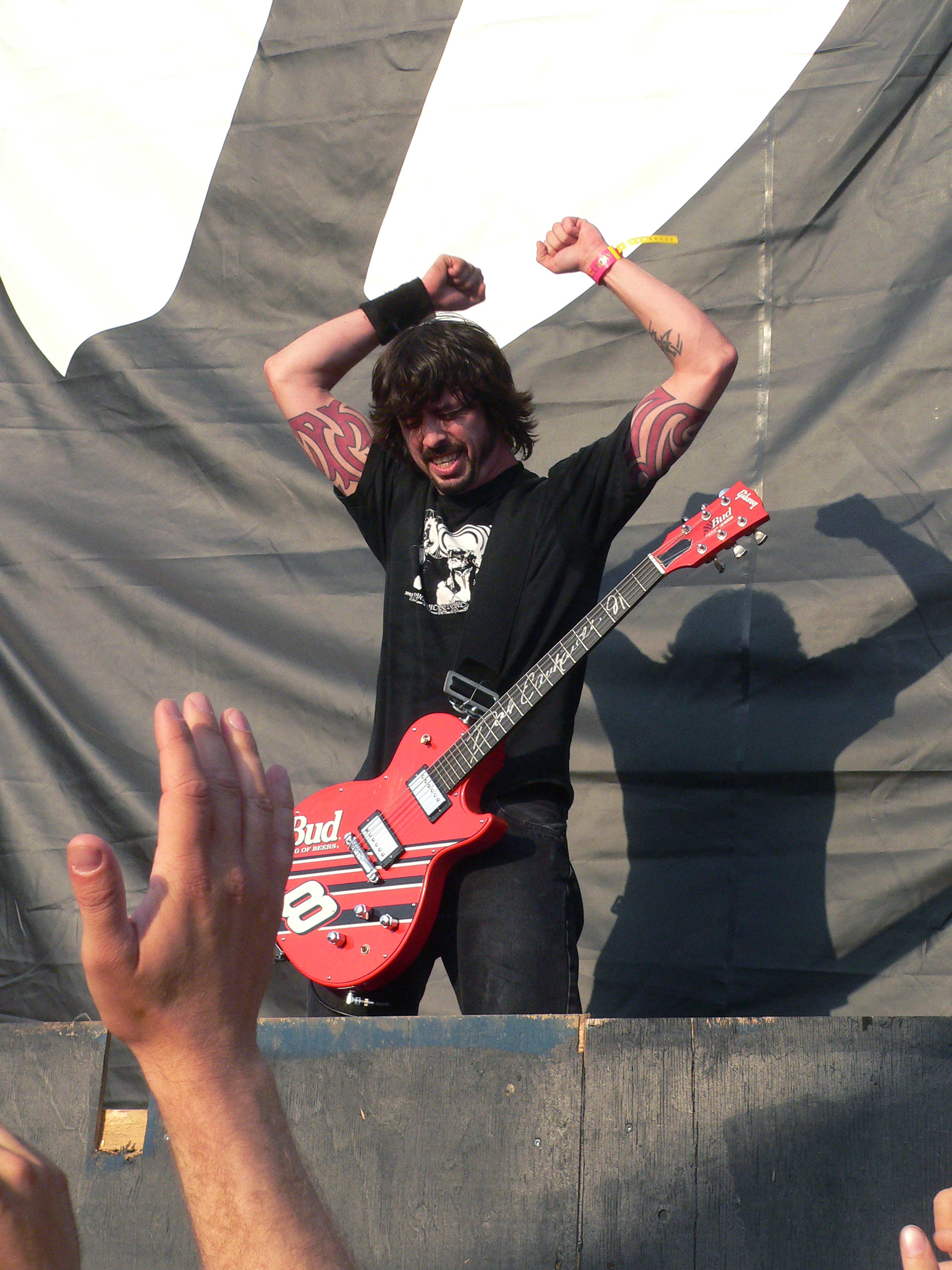
A canção My Hero, da banda Foo Fighters (acima, o vocalista Dave Grohl), foi regravada especialmente para o álbum Sound of Superman pela banda de pop punk Paramore.

Nenhuma das músicas contidas no álbum chegou a ser usada no filme, e seus interpretes são, em geral, artistas mais conhecidos no meio independente.
1. Superman - The Academy Is… (versão original: Clique/R.E.M.) - 2:31
2. It's So Easy - Plain White T's - 3:06
3. Wish I Could Fly Like Superman - The Sun (versão original: The Kinks) - 3:01
4. The Worst Part - Motion City Soundtrack - 4:17
5. Sunshine Superman - The Films (versão original: Donovan) - 3:19
6. Save Me - Remy Zero - 3:21
7. My Hero - Paramore (versão original: Foo Fighters) - 3:46
8. The Rescue - American Hi-Fi - 3:17
9. Saved - The Spill Canvas - 4:15
10. Meet Me At My Window - Jack's Mannequin - 3:49
11. Waitin For a Superman - Nightmare Of You (versão original: Flaming Lips) - 4:03
12. Superman - The Receiveing End Of Sirens (versão original: Stereophonics) - 4:46
13. Brainiac's Daughter - Royal (versão original: Dukes of Stratosphear) - 3:21
14. You're Never Gone - Sara Routh[1] - 4:00

### Repercussão
O crítico John Metzger, do site The Music Box, deu ao álbum um estrela (dentre cinco), classificando como medíocre em sua maior parte - à exceção da primeira faixa, da banda The Academy Is....

## Trilha sonora

### Faixas
1. Main Titles
2. Memories
3. Rough Flight
4. Little Secrets/Power Of The Sun
5. Bank Job
6. How Could YOU Leave Us?
7. Tell Me Everything
8. You’e Not One Of Them
9. Not Like The Train Set
10. So Long Superman
11. The People You Care For
12. I Wanted You To Know
13. Saving The World
14. In The Hands Of Mortals
15. Reprise / Fly Away